# Campionati europei juniores di scherma 2017
I Campionati europei juniores di scherma del 2017 (2017 European Juniors Fencing Championships) sono stati organizzati dalla Confederazione europea di scherma e si sono svolti a Plovdiv in Bulgaria, dal 5 al 9 marzo 2017.
Nel fioretto, si sono aggiudicati i titoli di campione europeo l'italiano Guillaume Bianchi, che ha battuto in finale il russo Kirill Borodačëv, e la russa Marta Martyanova che ha avuto la meglio sulla connazionale Adelja Abdrachmanova.
Nella spada il ceco Jakub Jurka ha battuto in finale l'italiano Federico Vismara, mentre tra le donne l'israeliana Vera Anevski ha superato l'ucraina Inna Brovko.
Nella sciabola il russo Vladislav Pozdnjakov ha prevalso sull'italiano Dario Cavaliere, mentre la russa Sofia Pozdnjakova ha battuto la magiara Liza Pusztai.
Nei campionati europei juniores a squadre maschili, la nazionale russa ha prevalso nella finale del fioretto contro l'Italia, mentre la nazionale francese ha vinto nella spada contro la formazione italiana, ed infine la nazionale italiana ha avuto la meglio sulla compagine russa nella sciabola.
Nei campionati europei juniores a squadre femminili, la nazionale russa ha prevalso nella finale del fioretto contro la Polonia, l'Italia ha vinto nella spada contro la compagine francese, ed infine la formazione russa ha avuto la meglio sulla nazionale italiana nella sciabola.

## Uomini
| Specialità  | Oro                                                                            | Argento                                                                          | Bronzo                                                                                |
| Individuali |                                                                                |                                                                                  |                                                                                       |
| Fioretto    | Guillaume Bianchi                                                              | Kirill Borodačëv                                                                 | Wallerand Roger Alexandre Ediri                                                       |
| Spada       | Jakub Jurka                                                                    | Federico Vismara                                                                 | Rico Braun Valerio Cuomo                                                              |
| Sciabola    | Vladislav Pozdnjakov                                                           | Dario Cavaliere                                                                  | Konstantin Lochanov Leonardo Dreossi                                                  |
| A squadre   |                                                                                |                                                                                  |                                                                                       |
| Fioretto    | Russia Iskander Achmetov Kirill Borodačëv Grigorij Semenjuk Aleksandr Sirotkin | Italia Guillaume Bianchi Alvise Dal Santo Davide Filippi Pietro Velluti Franzi   | Polonia Szymon Czartoryjski Ludwik De Bazelaire Andrzej Rządkowski Maxime Tarasiewicz |
| Spada       | Francia Romain Cannone Clément Dorigo Aymerick Gally Lilian Nguefack           | Italia Valerio Cuomo Cosimo Martini Alessio Preziosi Federico Vismara            | Ungheria Tibor Andrásfi Patrik Esztergályos Máté Koch Gergely Siklósi                 |
| Sciabola    | Italia Gherardo Caranti Dario Cavaliere Leonardo Dreossi Matteo Neri           | Russia Andrey Gladkov Anatoliy Kostenko Konstantin Lokhanov Vladislav Pozdnyakov | Francia Eliott Bibi Baptiste Dubarry Jean-Philippe Patrice Maxime Pianfetti           |

## Donne
| Specialità  | Oro                                                                          | Argento                                                               | Bronzo                                                                      |
| Individuali |                                                                              |                                                                       |                                                                             |
| Fioretto    | Marta Martyanova                                                             | Adelja Abdrachmanova                                                  | Julia Walczyk Victoria Jusova                                               |
| Spada       | Vera Anevski                                                                 | Inna Brovko                                                           | Camille Nabeth Alessandra Bozza                                             |
| Sciabola    | Sofia Pozdnjakova                                                            | Liza Pusztai                                                          | Svetlana Ševelëva Theodora Gkountoura                                       |
| A squadre   |                                                                              |                                                                       |                                                                             |
| Fioretto    | Russia Adelja Abdrachmanova Bella Kulaeva Marta Martyanova Victoria Jusova   | Polonia Julia Chrzanowska Renata Tomczak Julia Walczyk Beata Zurowska | Italia Elisabetta Bianchin Lodovica Bicego Serena Rossini Elena Tangherlini |
| Spada       | Italia Alessandra Bozza Beatrice Cagnin Eleonora De Marchi Federica Isola    | Francia Aliya Bayram Camille Nabeth Océane Tahé Éloïse Vanryssel      | Polonia Barbara Brych Julia Falińska Anna Mroszczak Paulina Wilaszek        |
| Sciabola    | Russia Olga Nikitina Evgenia Podpaskova Sofia Pozdniakova Svetlana Sheveleva | Italia Michela Battiston Chiara Crovari Lucia Lucarini Eloisa Passaro | Germania Anna-Lena Buerkert Larissa Eifler Julika Funke Lisa Gette          |